# Amnigeniidae
Amnigeniidae zijn een uitgestorven familie van tweekleppigen uit de orde Actinodontida.